# Switchboard Susan
"Switchboard Susan", skriven av Mickey Jupp, är en sång som 1979 spelades in av Nick Lowe.
Per Gessle och Niklas Strömstedt översatte låten till svenska och sjöng sen in den under bandnamnet Rockfile (en anspelning på Rockpile) 1980. Den gavs ut på samlingsskivan Parlophone Pop, och hette då Marie i växeln. Namnet Marie valdes efter en växeltelefonist som då arbetade på EMI.